# 莫纳克
莫纳克（法語：Mosnac，法語發音：[monak]）是法国滨海夏朗德省的一个市镇，位于该省中南部略偏东，属于容扎克区。

## 地理
莫纳克（45°30'19"N, 0°31'23"W）面积12.44 平方千米，位于法国新阿基坦大区滨海夏朗德省，该省份为法国西部滨海省份，北起旺代省，西临大西洋，南至吉倫特省，东南接多爾多涅省，东北接德塞夫勒省接壤，东临夏朗德省。
与莫纳克接壤的市镇（或旧市镇、城区）包括：贝吕尔、克利永、瑟涅河畔弗莱阿克、圣热尼德桑通日、圣乔治-昂蒂尼亚克、圣格雷瓜尔达代讷、圣帕莱德菲奥兰。

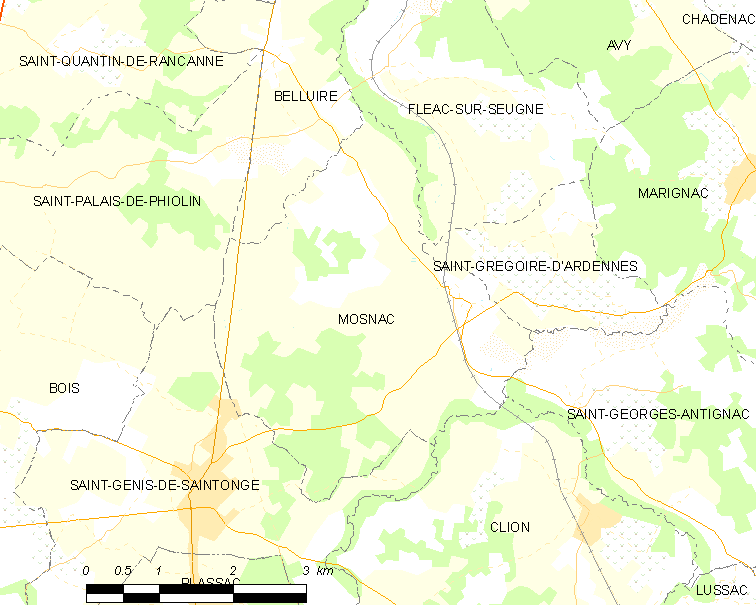
莫纳克的OSM定位图

莫纳克的时区为UTC+01:00、UTC+02:00（夏令时）。

## 行政
莫纳克的邮政编码为17240，INSEE市镇编码为17250。

## 政治
莫纳克所属的省级选区为蓬镇县。

## 人口

1962-2008年间莫纳克人口变化图示

莫纳克于2022年1月1日时的人口数量为489人。